# 野田蒼
野田 蒼（のだ あおい、2003年2月4日 - ）は、日本の男性キックボクサー。大阪府枚方市出身。月心会チーム侍所属。2019年にプロデビューし、K-1グループ、BreakingDown、RIZINに出場。兄はキックボクサーのTETSU。

## 経歴
小学1年生で月心会に入門し、小学6年生からキックボクシングの練習を始める。2018年6月、高校1年生のときにK-1アマチュア全日本大会Aクラストーナメントで優勝。2020年にはK-1甲子園で優勝。
2019年1月にDEEP☆KICKでプロデビュー。翔太YAMATOと対戦して3-0の判定勝ち。同年8月24日、K-1 WORLD GP 2019 JAPAN～日本vs世界・5対5＆スペシャル・スーパーファイトin大阪～で、のちのK-1バンタム級王者の黒田斗真と対戦して引き分け。
2022年7月30日、Krush.139でKrushバンタム級タイトルマッチを行い、池田幸司と対戦して2R KO負け。同年12月3日、K-1 WORLD GP 2022 JAPAN〜大阪で峯大樹と対戦し、右フックやハイキックによる有効打で出血させ1R TKO勝ち。
2023年12月、K-1・Krushとの契約を終了。2024年のRIZIN大晦日大会への出場を目標とし、BreakingDownなどに出場するためK-1に違約金を払って契約を解除した。
2024年3月23日、RIZIN LANDMARK 9のオープニングファイトに出場して上村雄音と対戦。2Rにパンチでダウンを奪われ、立ち上がるも再度パンチの連打を受けて2R TKO負け。

### BreakingDown出場以降
2024年9月に開催された「BreakingDown13」でBreakingDownに初出場。小田原の喧嘩自慢であるナオキと対戦し、判定5-0で勝利。同年10月に開催された「BreakingDown13.5」では大野篤貴と対戦。延長戦の末、判定1-2で敗北。同年12月に開催された「BreakingDown14」では、同大会で行われたフェザー級 1dayトーナメントに出場予定であった選手2名が前々日に急遽出場キャンセルとなったため、追加カードであるトーナメントのリザーブマッチへの出場を依頼されて出場。LFAに出場経験があるパトリック・コーネットと体重差が5.2kgある中で試合が決定し、判定5-0で勝利。
同年12月31日にRIZINが開催した「RIZIN DECADE」で行われた、朝倉未来率いる「BreakingDown軍」と平本蓮率いる「BLACK ROSE軍」の対抗戦『雷神番外地』に「BreakingDown軍」の選手として出場。篠塚辰樹と対戦し、1ラウンド中に3度のダウンを奪われてTKO負け。『雷神番外地』出場以降、BreakingDown出場選手のレオに似ていると言われ続けたことを不快に感じたことから「BreakingDown15」のオーディションでレオを対戦相手に指名し、MMAルールでの対戦を希望して試合が決定。2025年3月に開催された本戦では、左ハイキックで倒れたレオへのパウンドで開始5秒でKO勝利した。

## 戦績

### プロキックボクシング
| キックボクシング 戦績 | キックボクシング 戦績 | キックボクシング 戦績 | キックボクシング 戦績 | キックボクシング 戦績 | キックボクシング 戦績 | キックボクシング 戦績 |
| --------------------- | --------------------- | --------------------- | --------------------- | --------------------- | --------------------- | --------------------- |
| 15 試合               | (T)KO                 | 判定                  | その他                | 引き分け              | 無効試合              |                       |
| 6 勝                  | 2                     | 4                     | 0                     | 1                     | 0                     |                       |
| 8 敗                  | 7                     | 1                     | 0                     | 1                     | 0                     |                       |

| 勝敗 | 対戦相手   | 試合結果                         | 大会名                                                                          | 開催年月日     |
| ×    | 篠塚辰樹   | 1R 2:04 TKO（3ダウン：左フック） | RIZIN DECADE                                                                    | 2024年12月31日 |
| ×    | JIN        | 3R 1:47 KO                       | RISE WORLD SERIES 2024 OSAKA                                                    | 2024年6月15日  |
| ×    | 上村雄音   | 2R 1:35 TKO                      | RIZIN LANDMARK 9                                                                | 2024年3月23日  |
| ×    | 鬼山桃太郎 | 2R 2:27 KO                       | Krush.154                                                                       | 2023年10月21日 |
| ○    | 峯大樹     | 1R 1:30 TKO                      | K-1 WORLD GP 2022 JAPAN〜大阪                                                   | 2022年12月3日  |
| ×    | 池田幸司   | 2R 0:57 KO                       | Krush.139【Krushバンタム級タイトルマッチ】                                      | 2022年7月30日  |
| ○    | 松谷桐     | 3R終了判定3-0                    | Krush.135                                                                       | 2022年3月26日  |
| ○    | 橋本実生   | TKO(ドクターストップ)            | Krush.132                                                                       | 2021年12月18日 |
| ×    | 壬生狼一輝 | 3R終了判定1-2                    | K-1 WORLD GP 2021 JAPAN～K-1バンタム級日本最強決定トーナメント～                | 2021年5月30日  |
| ×    | 晃貴       | 2R 1:22 KO（右フック）           | Krush.122                                                                       | 2021年2月27日  |
| ○    | 紫苑       | 3R終了判定3-0                    | K-1 WORLD GP 2020 JAPAN～K-1九州初上陸～                                        | 2020年11月3日  |
| ×    | 黒田斗真   | 1R 0:43 KO                       | Krush.108                                                                       | 2019年11月16日 |
| △    | 黒田斗真   | 3R終了 判定0-1                   | K-1 WORLD GP 2019 JAPAN～日本vs世界・5対5＆スペシャル・スーパーファイトin大阪～ | 2019年8月24日  |
| ○    | 内藤啓人   | 判定3-0                          | DEEP☆KICK39                                                                     | 2019年04月07日 |
| ○    | 翔太YAMATO | 判定3-0                          | DEEP☆KICK38                                                                     | 2019年1月6日   |

### アマチュアキックボクシング
| 勝敗 | 対戦相手               | 試合結果                   | 大会名                                                                          | 開催年月日    |
| ○    | 村田将一               | 1R KO                      | BreakingDown16                                                                  | 2025年7月13日 |
| ○    | パトリック・コーネット | 1R終了 判定5-0             | BreakingDown14                                                                  | 2024年12月8日 |
| ×    | 大野篤貴               | 1R終了＋延長1R終了 判定1-2 | BreakingDown13.5                                                                | 2024年10月5日 |
| ○    | ナオキ                 | 1R終了 判定5-0             | BreakingDown13                                                                  | 2024年9月1日  |
| ○    | 大村修輝               | 判定3-0                    | ガスワンPresents K-1甲子園2020～高校生日本一決定トーナメント～ 55kg決勝戦       | 2020年8月2日  |
| ○    | 入江亮太               | 判定2-1                    | ガスワンPresents K-1甲子園2020～高校生日本一決定トーナメント～ 55kg準決勝       | 2020年8月2日  |
| ○    | 松本陸                 | 延長3-0                    | ガスワンPresents K-1甲子園2020～高校生日本一決定トーナメント～ 55kg準々決勝     | 2020年8月2日  |
| ○    | 関口功誠               | 延長3-0                    | ガスワンPresents K-1甲子園2020～高校生日本一決定トーナメント～ 55kg二回戦       | 2020年8月2日  |
| ×    | 嶋秀太                 | 判定0-3                    | ガスワン Presents K-1甲子園2018 -55kgトーナメント二回戦                         | 2018年7月29日 |
| ○    | 松本一輝               | 判定2-1                    | ガスワン Presents K-1甲子園2018 -55kgトーナメント二回戦                         | 2018年7月29日 |
| ○    | 西林翔平               | 判定3-0                    | 第6回K-1アマチュア全日本大会～アマチュア日本一決定オープントーナメント～ 決勝戦 | 2018年6月10日 |
| ○    | 片岡祐嘉               | 不戦勝                     | 第6回K-1アマチュア全日本大会～アマチュア日本一決定オープントーナメント～ 準決勝 | 2018年6月10日 |
| ○    | 山岡由忠               | KO                         | 第20回K-1アマチュアK-1チャレンジAクラス 55kg準決勝                              | 2018年2月25日 |
| ○    | 西林翔平               | 判定勝ち                   | 第20回K-1アマチュアK-1チャレンジAクラス 55kg決勝戦                              | 2018年2月25日 |

### アマチュア総合格闘技
| 勝敗 | 対戦相手 | 試合結果                            | 大会名         | 開催年月日   |
| ○    | レオ     | 1R 0:07 KO（左ハイキック→パウンド） | BreakingDown15 | 2025年3月2日 |

## 表彰
- K-1 AWARDS 2022 「Krush最高試合賞」（vs 池田幸司）[18]

## 獲得タイトル
- アマチュア14冠
- K-1甲子園2020 -55kg王者[1]
- 第6回K-1アマチュア全日本大会 チャレンジAクラス -55kg優勝[1]
- 第20回K-1アマチュア チャレンジAクラス -55kg優勝[1]
- wild fit 40kg王者
- KAKUMEI 初代37kg王者
- KAKUMEI 42kg王者
- KAKUMEI 50kg王者
- S-1初代ピン級チャンピオン 防衛1回
- S-1バンタム級第5代チャンピオン
- SMASHERS 50kg全日本優勝
- 関西ジュニア-50kg 第14代王者
- 第3回 K-1ジュニア50kg全日本チャンピオン MVP
- 第17回全日本アマチュアキックボクシング選手権-50㎏級　優勝
- TOPRUN  50kg第14代チャンピオン
- 第3回WBCムエタイジュニアリーグU-15中学の部50kgチャンピオン
- S1-40kg級チャンピオン
- BORDER 42kg級チャンピオン